# Sabina Hafner
Sabina Hafner (Liestal, 10 de mayo de 1984) es una deportista suiza que compitió en bobsleigh en la modalidad doble.
Ganó dos medallas en el Campeonato Mundial de Bobsleigh, plata en 2009 y bronce en 2007, y una medalla de plata en el Campeonato Europeo de Bobsleigh de 2010.

## Palmarés internacional
| Campeonato Mundial | Campeonato Mundial           | Campeonato Mundial | Campeonato Mundial |
| Año                | Lugar                        | Medalla            | Prueba             |
| ------------------ | ---------------------------- | ------------------ | ------------------ |
| 2007               | Sankt Moritz (Suiza)         | Medalla de bronce  | Equipo             |
| 2009               | Lake Placid (Estados Unidos) | Medalla de plata   | Equipo             |
| Campeonato Europeo |                              |                    |                    |
| Año                | Lugar                        | Medalla            | Prueba             |
| 2010               | Igls (Austria)               | Medalla de plata   | Doble              |